# Paola Massarenghi
Paola Massarenghi (née le 5 août 1565) est une compositrice italienne. Seule une de ses œuvres a survécu, Quando spiega l'insegn'al sommo padre, un madrigal spirituel. Cette pièce fut imprimée dans le Primo libro de madrigali a cinque voci de Arcangelo Gherardini. La publication, à Ferrare en 1585, est dédiée à Alfonso Fontanelli, et alors que d'autres contributeurs apparaissent dans la dédicace, Massarenghi n'apparait pas. Massarenghi appartenait probablement à une famille aisée car elle put demander au Duc Ranuccio I Farnese de l'aider à obtenir une éducation musicale pour son jeune frère, Giovanni Battista Massarenghi, également compositeur.